# 신세기 사이버 포뮬러
《신세기 사이버 포뮬러》(新世紀GPXサイバーフォーミュラ)는 선라이즈가 제작한 애니메이션이다. 1991년에서 2000년까지 총 5개 시리즈가 애니메이션으로 제작되었다. 만화와 게임, 소설도 발매되었다.
대한민국에서는 KBS와 SBS, 투니버스에서 방송되었다.

## 명칭 문제
대한민국에서 원제《新世紀GPXサイバーフォーミュラ》의 ‘新世期 GPX’를 ‘신세기’ 또는 ‘신세기 GPX’ 등으로 부르고 있으나, 일본에서 ‘新世期 GPX’로 쓰고 “フューチャー・グランプリ”(휴챠 구란푸리, ‘Future Grandprix’의 일본식 표기)로 읽는다. 그러므로 영역(英譯)과 같이 “퓨처 그랑프리 사이버 포뮬러”가 타당하나, 대한민국에서는 “사이버 포뮬러” 또는 SBS에서 방영된 당시의 제목과 같이 “신세기 사이버 포뮬러”로 통용된다.

## 작품 설명
TV 시리즈는 2015년, 속편 OVA ‘더블 원’부터 ‘SAGA’까지 2016년 ~ 2020년을 무대로 카자미 하야토를 주인공으로 제 10회부터 제 15회까지 사이버 포뮬러 월드 그랑프리 참가 팀의 하나인 스고 팀의 이야기를 주로 담고 있다. OVA ‘SIN’은 2022년 제 17회 사이버 포뮬러 월드 그랑프리를 무대로 브리드 카가가 주인공이 되어 서킷의 제왕이 된 주인공 카자미 하야토와 장렬한 사투를 담고 있다.
당초에는《마하 고 고 고》와 같은 작품이 될 예정이었지만 F1 열풍으로 인해 본격적인 레이스물로 변경된다. TV 시리즈에서는《슈퍼 씽씽캅》과 같이 레드 컴퍼니가 제작에 참여하고 같은 회사의 요시카와 초지가 시리즈 구성의 감독을 맡았다. 요시카와의 언급에 의하면 사이버 포뮬러의 스폰서이며 일본의 완구 회사인 다카라는 ‘한 주에 한 번씩 레이스를 하고 우승한 차를 토요일에 발매하고 싶다’는 의사를 밝혔으나, 화력이 거론된다는 이유로 레이스는 1개월에 1번이라는 한계를 두고, 연간 12번의 레이스를 하는 것으로 결정되었다. 이 시점에서 어디서 누가 이기느냐라는 점과 최종적인 순위표가 최초로 만들어졌다. 이 과정에서 요시카와는 시리즈 구성을 배웠으며 후에《우리는 챔피언》을 통해 발휘한다.

### 줄거리
우연히 사이버 포뮬러계로 들어서게 된 14살 소년 카자미 하야토가 한 명의 드라이버로서 성장하는 모습을 그린 사이버 포뮬러는 미래의 2015년으로 그 무대가 설정된다. 당시 아버지가 설계한 아스라다를 원래 이 차를 몰게 될 드라이버인 히요시 아키라에게 옮기는 도중 사고를 당하고, 하야토가 손수 그 머신을 몰아서 히요시에게 가져다 준다. 그러나 한 번 드라이버가 아스라다에 인식되면 드라이버를 절대 바꿀 수 없는 아스라다의 특성 때문에 히요시가 아스라다를 운전할 수 없게 되자 히요시는 결전을 포기하여 팀을 떠나고, 카자미 하야토는 한 번 참가해보자는 식으로 결전을 감행한다.
대회 도중 여러 사건이 발생하기도 하지만, 자신의 팀 동료들과 레이스를 통해 친해지게 된 라이벌들의 도움으로 2015년 사이버 포뮬러의 우승자는 결국 주인공인 카자미 하야토가 최연소 나이로 우승하면서 TV 시리즈는 막을 내리게 된다.

### 인기
TV 시리즈는 낮은 시청률과 관련 장난감의 매상 부진에 허덕여, 원래는 4쿨 약 50화 정도를 제작하여 1년 정도 방영할 예정을 바꿔, 3쿨(9개월) 전 37화로 중단되었다. TV 시리즈가 상업적으로 실패한 것에 비해 내용 자체의 평가는 낮지 않았을 뿐만 아니라 독자 투표에 의해 1991년 아니메쥬 - 애니메이션 그랑프리로《신비한 바다의 나디아》등을 제치고 작품상을 수상하는 등 많은 팬들을 모는 것에 성공을 거두어 다음 해인 1992년에는 OVA로서의 신작《사이버 포뮬러 더블 원》이 발표된 이후 1998년에 발표된《사이버 포뮬러 SIN》의 완결에 이르기까지 10년 가까이 되는 시기에 매년 신작 OVA를 발표해왔다. 제작은 《기동전사 건담 시리즈》를 만든 선라이즈이며《사이버 포뮬러 ZERO》이후로는 마치 건담 시리즈의 뉴 타입과 같은 제로의 영역이 등장했다.
시리즈 연속 기간의 길이로는 선 라이즈 작품 중에 건담 시리즈를 잇는 장수 작품이며 그 사이에 중요 등장 인물이 거의 변경되지 않았는 점에서 아주 드문 일이지만 게다가 기존의 만화나 소설 원작이 전무한 상황에서 10년 간 계속된 장수 시리즈여서 1화 당 제작 기간이 긴 OVA가 기간의 대부분을 차지한다고 해도 애니메이션 전반에 드문 일로 기록되고 있다. OVA를 포함한 작품의 진전은 DVD 등장 이전의 VHS와 LD가 영상 소프트웨어 시장을 형성하고 있었던 시기였지만 일반적으로 LD판 쪽이 매출이 좋은 애니메이션 시장에 있어서 VHS의 매출이 LD 보다 좋았다고 한다. 이것은 당시 여성의 애니메이션 팬이 소유한 AV 기기는 VHS 데크 밖에 없다는 점에서 추측할 때 주요 팬층이 여성이라고 볼 수 있다. 감독 후쿠다 미츠오는 ‘ZERO’나 ‘더블 원’ 시점의 앙케이트에서는 남녀비가 여자 8, 남자 2이었으나 ‘SAGA’에서는 반반이 되었으며 ‘SIN’에서는 대다수가 남성이었다고 말했다.

## 등장 인물

### 드라이버

#### 카자미 하야토
성우 : 가네마루 준이치 / 박영남, 안경진, 강수진
우연히 아스라다의 드라이버로 등록되고 그랑프리에 참가하여 2015년 개최된 제 10회 월드 그랑프리 5차전에서 첫 우승을 차지하고 수많은 고난을 넘기며 데뷔 이래 첫 년도부터 종합 우승을 차지한다. 다음 대회에도 우승을 거둬 더블 원 챔피언에 등극한다. 전년도 월드 챔피언을 따내지만 그 여파로 상당한 부진을 겪게 된다. 이 계기가 정신적으로 하야토를 성숙하게 만든 일이 된다. 2017년 그랑프리 제 5차전에서 한계를 초월한 레이서들만이 도달한다는 제로의 영역을 접하면서 그 영향에 휘둘리는 중에 란돌과 부딪혀 중상을 입으면서 은퇴하게 된다. 그러나 결국 레이스를 떠날 수 없었던 하야토는 다음 해에 복귀해 카가와의 사투를 펼치며 제로의 영역을 극복해 2018년에는 4위를 기록한다. 2019년에는 타팀의 머신과의 상대적인 격차를 기준으로 했을 때, 알자드 이상으로 압도적인 머신인 크로이츠 슈틸 편대와의 승부에서 밀려나 초반에 쌓아놓은 포인트에도 불구하고 아쉽게 2위에 머무르고 만다. 2020년에는 알자드 사건을 극복하고 4년 만에 3번째 종합 우승을 차지하고 2021년에는 최종전에 종합 우승을 확정지어 다시금 더블 원을 달성해 2022년에 들어서는 ‘서킷의 제왕’ 이라고 불릴 정도의 탑 드라이버가 된다. TV 시리즈부터 더블 원까지는 밝고 활발한 소년이었지만, ZERO에서 큰 부상을 겪을 무렵부터 서서히 침착한 성격으로 성장한다. 단, 레이스에 관해서는 열정적이고 오기가 있는 성격으로 성적이 부진하며 주위 사람과 부딪치는 등의 면도 있다. SIN에서는 그 부분도 이겨내 점점 어른으로 성장하고 있다. 연애에 대해서는 아스카 외에는 무심해 시노하라 메구미와 앙리가 교제하고 있다고 착각하는 등 사정에 어둡다. SIN의 엔딩에서는 아스카와 결혼한다. 종합 우승 4회, 통산 80전 34승, 430포인트(2022년까지)으로 뛰어난 기록을 보여주고 있다.

#### 블리드 카가 / 카가 죠타로
성우 : 세키 토시히코 / 유동현, 강수진, 안지환
꼿꼿이 세워져 있으며 원색의 화려한 머리카락이 특징이다. 크래시 레이스에서는 유명한 레이서로 스고팀이 홋카이도로 그랑프리를 위해 홋카이도로 갈 때 처음 만났다. 우연히 그 곳에서 마주친 유괴범을 하야토와 함께 뒤쫓아 잡은 것을 계기로 친해졌다. 그동안 상금이 달린 레이스를 전전하며 돈을 벌고, 하야토를 돕는 역할을 했지만 2015년 10회 대회 제 7차전부터 아오이의 새팀 ‘AOI ZIP’에 들어가 사이버 포뮬러에 참가하게 된다. 얽매이는 것을 매우 싫어해 2015년 최종전에서 고의로 리타이어했으며, 이후 인디 레이스에 참가해 2년 연속 챔피언을 획득한 후, 2018년 사이버 포뮬러에 복귀해 첫 시즌부터 마지막 시즌까지 모두 참가하게 된다. 하야토와 제로의 영역에서 싸워 일생의 라이벌이 된다. 2022년 대회에서 하야토와 사투를 펼쳐 끝내 이기고 챔피언 타이틀을 획득하고 은퇴하게 된다. 난폭한 드라이빙을 하면서도 스킬도 좋고 더블 원에서는 슈퍼 아스라다 01으로 레이싱을 하면서 하야토의 슈퍼 아스라다 11을 제치는 기록을 냈고, 제로에서는 신조의 해고가 걸린 일전에서 상위 머신들을 일제히 리타이어 시키면서 뛰어난 서포트 실력을 보여주기도 했다. 태연스럽고 상냥한 성격으로 하야토에게는 형 같은 존재이며, 카가도 하야토를 남동생과 같이 생각하지만, 제로에서 하야토가 제로의 영역에 눈을 뜨고 그것을 극복해내자 하야토를 좋은 친구이자 좋은 라이벌로 생각하게 된다. TV 시리즈 초기 설정에서는 돈에 번거로워하는 묘사가 많았지만 이후에는 옅어지게 되었다. 난기류나 먼지를 이용한 더티 플레이도 구사한다. 일찍이 카가와 함께 제로의 영역에 발에 디딘 아이자와 에이지와의 크래쉬가 트라우마가 되기도 하였으며 곧이어 뿌리친다. 종합 우승 1회, 통산 40전 9승, 225포인트. 겉에 보이는 드라이빙 스타일과 정반대로 완주율이 높은 드라이버이다.

#### 신조 나오키
성우 : 미도리카와 히카루 / 김준, 강수진, 김환진, 정승욱
하야토와 같이 제 10회 월드 그랑프리에 데뷔해 첫 우승은 4차전으로 카자미보다 빠른 시기였다. 원래 아오이 쿄코와 함께 언제나 불쾌한 언동을 보였지만, 7차전에 아오이 쿄코에 의해 떨어진 이후로는 성격이 변하여 노력가이며 부침(浮沈)이 심하여 고난과 불행의 표본이 되었다. 그때 미키나 카가의 꾸짖음에 의해 나아졌지만, 2020년 개막전에 아오이 팀의 새로운 오너가 나구모 쿄시로로 바뀌면서 해고가 되었을 때는 카가의 조언을 듣고 수행을 위해 미키와 미국으로 건너갔다. 미국에서 레이스를 하다가 대회 막바지인 1차전에서 유니온 세이버의 세컨드 팀으로 복귀해 우승을 차지하며, 이후 상위권에 도약한다. 아오이 팀에서도 엘리트로서 사이버 포뮬러에 참가했기 때문에 하야토에 대해 업신여기고 있었지만 하야토가 빠른 스피드로 톱 드라이버로 점점 성장하는 한편 신조는 노력해도 좋은 결과가 나오지 않아 낙담하고 이것이 악순환이 되어 약한 마음이 성공을 막고 있었다. 그러나 해고를 거쳐 레이스의 본고장의 수행을 통해 정신적으로 성장하게 되고 이후 사이버 포뮬러에 복귀해 하야토의 강력한 라이벌이 된다. 스고의 전속 치프 메카닉이었던 죠노우치 미키와는 시리즈가 지날수록 공적으로나 사적으로나 강력한 파트너가 된다. 월드 챔피언 경험자이며 이외의 대회에서도 어느 정도의 성과가 있었지만 눈에 띄지 않아 문제였으며, 신조의 가장 큰 불행은 하야토, 카가, 란돌과 같은 시기에 데뷔한 것이라는 말이 있다. 종합 우승 1회, 통산 82전 11승, 328포인트. 데뷔에서부터 3년 동안 종합 2위, 2위, 1위로 하야토에 뒤잇는 훌륭한 성적이다. 하지만 만년 2위라는 것이 함정.

#### 칼 리히터 폰 란돌
성우 : 마츠오카 요코 / 이진화, 함수정, 김일, 정명준
모든 스포츠 대회에서 우승해 온 천재 소년으로 하야토와 같은 14세의 최연소 드라이버로서 하야토의 첫 우승을 축하하는 뜻으로 사이버 모터 바이크 경기 대회를 보러 가게 되다가 우승자인 란돌이 하야토와 사이버 포뮬러를 비하하는 발언에 화가난 아스카에게 첫눈에 반하고 하야토를 시기하면서 사이버 포뮬러에 참가하게 된다. 2015년 제 10회 6차전 대회부터 슈마하의 후임으로 참가해 사이버 포뮬러 역사상 최초로 데뷔전에서 폴 투 윈(예선에서 폴 포지션을 기록한 후 본선에서 우승)을 기록하게 된다. 2016년 대회 개막 시기에서는 대회를 리드해 나갔지만 슈마하의 주행 방해로 인해 리타이어를 거듭해 전년도 대회와 마찬가지로 타이틀을 놓치고 만다. 2017년 대회 초반 하야토와의 충돌로 은퇴하지만 다시금 사이버 포뮬러에 복귀하며, 부모님의 반대와 슈마하에 대한 조롱의 의미로 고글로 얼굴을 가리고 이름도 숨긴 채 복귀한다. 이후 유니언의 오너이자 드라이버로서 참가한다. 속도는 빠르지만 폭발력이 부족하기 때문에 챔피언의 경험은 없다. 유서있는 귀족 집안으로 전형적인 도련님 타입으로 떼를 자주 쓰지만 여성에 대해서는 신사적인 태도를 유지하며 조난하고 있던 신조와 미키를 돕는 등의 우정에도 두터운 모습을 보인다. 하야토에 대해서도 2016년 대회 이후 ‘더블 원’, ‘SAGA’에서 하야토가 성적 침체로 주위와 충돌할 때마다 조언을 해주는 등 격려자 역할도 하고 있다. 란돌 본인은 더블 원에서 슈마하에게 압도된 이유로 슬럼프에 빠졌지만 극복한 이후로는 좌절을 경험한 적이 없는 천재와 같은 약점이 사라지는 동시에 진지하게 레이스에 임하게 되었다. 초기에는 말투, 언행, 태도 등 어떤 면에서도 도련님의 모습을 보였지만 ‘SAGA’를 지나면서 조금 난폭한 성격으로 변한다. 종합 순위에서 최고 등수 2위, 통산 78전 10승, 310포인트로 속도에 비해 승률은 낮으며, 서로 맞부딪치는 배틀에 약하다고 볼 수 있다.

#### 스고 오사무 / 나이트 슈마하
성우 : 하야미 쇼 / 김준, 김승준, 이정구
스고 집안의 장남으로 아스카의 오빠이면서 하야토에는 형과 같은 존재였다. 원래 미싱 링크의 F3 드라이버였지만 스미스의 아스라다 탈취 작전을 저지하기 위해 정체를 숨기고 사이버 포뮬러에 참가하게 된다. 데뷔전이 된 2015년 개막전에서 우승을 차지함은 물론이고 2차전에서도 2위를 차지해 챔피언 후보가 되었지만 3차전과 4차전 사이에 스미스가 자신의 정체를 알게 되어 그를 죽이려고 하지만 목숨을 구하고 이에 따른 사고로 부상을 입어 기회를 놓치게 된다. 이 사고로 인해 F1으로 복귀해 한참을 레이싱을 하는 도중 부상의 후유증으로 시신경에 이상이 왔다는 사실을 알게 된다. 자신에게 레이서로서의 생명이 짧다는 사실을 깨닫고 하야토에게 레이서로서의 어려움을 가르쳐주기 위해 2016년 5차전부터 사이버 포뮬러에 복귀해 시즌 도중의 참가에 불구하고 많은 승리를 거두게 되자 챔피언 경쟁에 들어서게 된다. 마지막 회에서는 시신경의 한계에 부딪혀 레이스 종반부터는 눈을 감고 사이버 시스템의 음성 가이드만 의지하고 달리는 아슬아슬한 재주를 선보여 마지막 코너까지 우승을 다투면서 완주를 기록하게 된다. 레이서로서 많은 실적을 남겨 상당한 자산가이다. 더블 원에서 슈마하로 재등장했을 때는 위압적인 태도로 종종 하야토를 분노하게 만들었다. 레이서로서의 기술은 상당하여 정공법은 물론 예선에 란돌을 방해하거나, 스타트에서 페인트를 취하는 등의 더티 플레이도 보여 하야토가 진정한 레이서가 되기 위해 넘어야 할 존재로서 선을 보였다. 2016년 최종전을 끝내고 그대로 은퇴해 ZERO에서는 스고팀의 감독이 된다. SAGA에서는 시신경의 수술을 받고 점차 회복하게 된다. 란돌이 슈마하로서 끼던 고글을 따라 껴서 분노를 느끼는 코믹한 에피소드도 있다. 예명의 유래는 미하엘 슈마허로 아직 슈마허가 두각을 보이기 전에 이름을 차용했으며, TV 시리즈 종반에 슈마허의 소속 팀인 베네통에 대한 묘사가 있다. 사이버 포뮬러에 참가한 것은 단 9전밖에 안되지만 통산 5승으로 카자미 하야토를 웃도는 승률을 자랑하고 있다. 데뷔전의 우승(로열 로드)은 그 밖에 란돌이나 프리츠밖에 없다. 만약 부상이 없었다면 우승에 가장 먼저 도달할 수 있었던 실력자이다.

#### 젝키 구데리안
성우 : 시마다 빈 / 김준, 김일, 이인성
미국 출신의 드라이버로 거친 움직임을 자랑으로 여긴다. 다만, 단독 스핀도 있어서 자멸할 때도 많다. 2016년에는 라이벌 하이넬의 유혹에 의해 슈트로젠더에 들어가고, 2019년에는 염원하고 있었던 챔피언 타이틀을 획득한다. 자유분방한 연애사상을 가지고 있는 카우보이로 그의 주변엔 항상 여자가 있다. 하이넬과 자주 다투지만 서로 신뢰 관계를 형성하고 있기 때문에 심각한 방향으로는 흘러가진 않는다. 현역 드라이버 중에서 사이버 포뮬러 참가 기간이 가장 길다. 집안에서 슈퍼마켓 체인점을 경영하고 있고, 포인트를 모으면 구데리안의 사인을 받을 수 있다. 모델은 나이절 맨셀이다. 종합 우승 1회, 통산 111전 11승, 328포인트. 다재다능하지만 드라이빙 자체는 예전과 변화가 없다. SAGA를 기점으로 이전에는 하이넬과 이후는 란돌과 함께 리타이어 당한다. 쟈키 구데리안!

#### 프란츠 하이넬
성우 : 오키아유 료타로 / 최병상, 김승준, 황윤걸
스스로 설계한 머신으로 참가할 뿐만 아니라 이후 자신의 팀을 결성하는 등의 다재다능한 면이 있다. ‘서킷의 컴퓨터’라는 별칭이 있을 정도이지만, 의외로 불같은 성격으로 리타이어 할 때도 많았다. 평시에는 늘 이지적이고 침착한 언동을 보이지만 구데리안이 관계되면 그야말로 180도 돌변하여 폭주한다. 게다가 주변 사람들에게 잘 휘말리는 성격으로 사이버 포뮬러의 수많은 등장 인물들 중에서도 가장 고생하는 사람. 특히 구데리안과 란돌은 그의 천적이라 할 수 있다. 랭킹에서 구데리안을 웃도는 해도 있는 등 드라이버로서 유능한 실력을 갖고 있지만, 감독 겸 머신 디자이너 겸 드라이버 역할이 힘들어 이후는 뒷꽁무니를 따라가고 있다가 2021년 결국 드라이버에서 은퇴하고 세컨드 드라이버로 새로 마리 알베르토 루이자를 받아들인다. 그의 머신 디자인 실력은 최고급을 자랑하고 있기 때문에 새로운 시리즈 발표 때마다 주의를 집중시키며 2019년 구데리안이 챔피언이 되는데 큰 공을 세운다. 2018년 란돌의 머신을 만들기도 했다. 평상시에는 머리카락을 위로 세우고 있지만, 머신을 탈 때는 헬멧을 쓰기 위해서 내리고 있다. 설정 상에서 ‘도수 없는 멋으로 쓰는 안경’이라고 적시되었지만, 레이스 중에 안경 혹은 스포츠 고글을 착용하고 있기 때문에 점점 진위가 불명확하게 되고 있다. 가족 관계로는 부모님과 여동생이 있으며, 특히 여동생의 부탁에는 꼼짝 못한다. [SAGA 라이도 드라마 강철의 Meister Singer 편] 모델은 알랭 프로스트이다. 종합 최고 순위 3위, 통산 101전 3승, 167포인트.

#### 오오토모 조지
성우 : 도미타 고스케 / 최병상, 홍시호, 김소형
신조가 우승한 2015년 전 일본 그랑프리에서 2위라는 성적은 내 신조와 하야토와 함께 사이버 포뮬러에 참가하게 된다. 오프로드 코스에는 강해서 ‘서킷의 야생아(野生兒)’나 ‘오프로드의 귀신’이라는 별명을 가지고 있지만 사이버 서포트 시스템에 의지하지 않는다는 무모한 행동 때문에 정작 대회에서는 성적이 썩 좋지 않았다. 9차전에서 사이버 시스템의 도움을 받아야 하는 가상 코스에서 주행을 제대로 못하다가 하야토와 그만 크래쉬하여 크게 부상을 입고 드라이버에서 은퇴했다. 이후 스포츠 신문에서 사이버 포뮬러 리포터를 거쳐, 랠리 드라이버가 된다. 더블 원에서는 성적 침체로 고민하고 있는 하야토에게 어드바이스를 했으며, 제로에서는 오프닝에는 등장하지만 본편에는 전혀 등장하지 않다가, 이후 시리즈부터는 종적을 감추게 된다. 홋카이도 출신으로 가방에는 언제나 음식이 들어있다. 최고 순위 4위.

#### 에델리 부츠홀츠
성우 : 다츠타 나오키 / 유동현, 이봉준, 김소형
과거 스고 오사무와 함께 미싱 링크 팀에 소속되었던 F1 드라이버였으나 최종 드라이버 테스트를 하던 도중 실수로 오사무와 충돌, 왼쪽 눈과 왼쪽 팔을 잃었지만 스미스가 운영하는 인조 인간 연구소에서 기계 눈과 기계 팔을 이식 받아서 레이서로 복귀하게 된다. 그 은혜를 갚기 위해 스미스의 악행을 도와 아스라다 탈취 작전에 협력하지만 스고 오사무를 죽이라는 지시에 분노하며 폭발 사고를 일으키기도 했다. 미셔널은 눈에 띄는 최신 기술도 없을뿐더러 엔진 파워도 뒤떨어져 다른 팀에 비교하여 성능이 매우 차이가 나지만 부츠홀츠는 종종 상위권에 들게 된다. 이것은 전적으로 브츠호르츠의 도움이다. 사이버 포뮬러에서는 최연장자이지만 본인은 40세까지 달린다고 선언, 제 18회 대회부터는 스고로 이적한다. 초기에는 기분 나쁜 분위기를 풍겼지만, 스미스와의 관계를 청산하고 나서는 베테랑으로서의 침착한 존재감을 보이고 있다. 기계 눈과 기계 팔이 대형으로 사이보그 같은 모습을 보였으나 사가 이후 최신 기술을 이용해 보다 위화감이 없는 외관으로 변한다. 조세핀이라고 하는 고양이를 기르고 있다. 종합 최고 순위 4위, 통산 92전 1승, 210포인트, 베테랑이라고 불리지만 17회 대회 시점에서도 아직 나이가 29세밖에 안되었다. 스고 이적으로 좋은 머신으로 인해 활약이 기대가 된다.

#### 피타리아 로페
성우 : 니시무라 토모미치 / 홍시호
TV판에서 2번의 챔피언을 달성할 정도로 뛰어난 실력을 가진 브라질 출신의 드라이버이다. 브라질에서는 국민 영웅의 반열에 오르기도 한다. 2015년 대회 중반 이후에서는 머신 성능의 열세에 서게 되었지만 최종전까지 끈질기게 챔피언 타이틀 자리를 노렸다. 하지만 최종전 카가와의 배틀에서 리타이더 되어 결국 은퇴하고 원 소속팀의 AGS의 지휘를 맡게 된다. 시리즈에 등장하기는 하지만 대사는 전혀 없다. 종합 우승 2회.

#### 앙리 크레이토르
성우 : 유키 히로 / 손정아
사이버 최연소 챔피언을 꿈꾸던 앙리의 아버지는 하야토가 최연소 챔피언이 되어 그 꿈이 좌절되자 앙리를 학대해 왔다. 이런 트라우마로 하야토를 적대시하며 신조와 구데리안 등 레이서들을 이간질시킨다. 성격이 격렬해 스고 이적 이후로도 변함없어 여러 가지 문제를 일으킨다. 그러나 하야토가 위험을 감수하면서까지 서포트해 주어 데뷔 2년차 인 13회 대회에서는 챔피언 타이틀을 획득하자 이에 감명 받고 그를 존경한다. 이후 줄곧 저조한 성적을 내더니 2022년에는 미싱 링크팀으로 부르츠홀츠와 맞트레이트되기도 한다. 겉으로는 하야토 이외의 인물에게는 친절한 소년으로 비춰지지만, 뒤에서는 비웃는 등의 극단적인 이면성을 가지고 있다. 하야토를 존경한 이후는 좋거나 싫음을 분명하게 겉으로 표현해서 좋아하는 인물에게는 친절하게, 싫어하는 인물에게는 반대의 태도를 취하고 있었다. 조각이 취미로 원한을 담아 조각한다. 스키를 타다가 골절해 결장한 적도 있다. 종합 우승 1회, 통산 71전 3승, 141포인트.

#### 필 프리츠
성우 : 키사이치 아츠시 / 최원형
본래 나스카에서 활동하다가 나구모의 제안으로 그의 프로젝트 팀에서 속도감 억제 약물을 복용하고 테스트를 받게 된다. 이에 데뷔전에서 코스 레코드, 결승에서는 폴 투 윈을 차지한다. 계속된 우승을 기록하지만, 알자드의 컨트롤에 따른 결과로 프리츠의 의사는 존재하지 않았었고, 부작용으로 고통은 커지게 된다. 나스카에서 맛본 성적 침체의 아픔을 반복하고 싶지 않았던 프리츠는 나구모가 말한대로 알자드에 타고 있었지만, 그것을 이상하게 여긴 하야토와 쿄코가 비밀을 알아내고 설득하자, 마지막에 알자드를 거부하게 된다. 이 알자드 사건으로 인해 아오이는 전원 실격 처분을 받고 드라이버 포인트는 말소되어 프리츠는 은퇴하고, 미국에 귀국해 카가의 친구인 그레이 아래에서 기계 수리공을 시작하게 되고, 2022년에는 그레이와 함께 기계 수리공으로서 아오이에 돌아가 카가를 돕게 되며, 카가가 오거에 적응하지 못하여 힘들어 하자 먼저 겪은 선배로서 바이오 컴퓨터에 대한 많은 조언을 해주기도 한다. 주요 드라이버 중에 최초의 흑인으로 머리카락은 금발로 물들어져 있다.

#### 레온 안 하트
성우 : 칸나 노부토시 / 최원형
2020년 브츠호르츠의 팀 메이트로서 미싱 링크로 데뷔, 나스카의 탑 드라이버로서 우수한 실력을 갖추다가 사이버 포뮬러로 옮겼지만 경기마다 리타이어를 잘해 드라이버들에게 물귀신이라는 소리까지 듣는다. 데뷔 이후 10회 연속 리타이어를 하게 되지만, 리타이어 때 반드시 다른 드라이버를 끌어들이는 특기를 발휘되기도 한다. OVA Sin 1화(불패 신화)에서는 2년 전 머신을 끌고 나온 카가의 뉴 엑스페리온을 제치는 모습을 보이게 된다. 구데리안 못지않게 여자를 좋아하며, 앙리와 앙숙지간이다. 종합 최고 순위 8위, 최고 순위 4위.

#### 히요시 아키라
성우 : 사마다 빈 / 최병상, 강수진
원래 스고의 드라이버로 아스라다를 타게 되어 있었는데 하야토가 아스라다를 운반해 오던 도중 위험에서 탈출하기 위해 하야토가 아스라다 시스템에 드라이버로 등록하는 바람에 타지 못하고, 스고팀을 떠나 브라질 커피 공장에서 일을 하여 생계를 유지하게 된다. 이후 피탈리아의 도움으로 A.G.S로 들어가서 브라질에서 개최된 제 3차전 사이버 포뮬러에 참가해, 거친 전개에 의해 갑작스럽게 2위를 획득하게 된다. 이후 머신의 성능 차이로 10권 내에서 해메다가 피탈리아 로페에게 버림받아 코이누르 포뮬러로 다시 돌아간다. 종합 최고 순위 7위, 최고순위 2위, 통산 80전, 55포인트.

#### 마리 앨버트 루이자
성우 : 가츠키 마사코
11회 대회에서 처음이자 유일한 여성 드라이버로서 하이넬이 드라이버를 은퇴하면서 새롭게 구데리안이 소속되어 있는 K.A.M Stampede에 데뷔하게 된다. 초기에는 리타이어의 여왕이라고 불리기도 했지만, 이후 활약을 보이게 되며 슈트롬젠더로 이적하게 된다. 성능이 좋은 슈피겔이지만, 익숙하지 않아 힘들어하며, 남성 드라이버 못지않은 실력을 보이게 된다. 종합 최고 순위 9위, 최고 순위 5위, 통산 72전, 20포인트.

#### 시바 세이치로
성우 : 이시다 아키라
아오이팀의 신인 드라이버로 SIN 엔딩에 자신의 여자친구인 유우키 레나와 잠시 등장하며《사이버 포뮬러 - 새로운 도전자》의 주인공으로 등장한다. 게임에서는 스고 팀의 신인 드라이버로 아스라다의 복제 머신 네메시스의 드라이버로 하야토와 동일하게 드리프트, 리프팅 턴을 사용할 수 있었다. 이후 아오팀으로 이적하여 알자드 개량형을 탄다.

## 애니메이션

### TV 시리즈

#### 사이버 포뮬러
- 新世紀GPXサイバーフォーミュラ
- 1991년 3월 15일 ~ 1991년 12월 20일
- 총 37화, 니혼 TV(日本 テレビ) 계열국에서 방송
- 월드 그랑프리 제 10회 (2015년) 배경

##### 주제가
- 오프닝 -〈I'll Come〉
- 엔딩 -〈Winners〉

### OVA

#### 사이버 포뮬러 DOUBLE ONE
- 新世紀GPXサイバーフォーミュラ DOUBLE ONE
- 1992년
- 총 6화

#### 사이버 포뮬러 ZERO
- 新世紀GPXサイバーフォーミュラ ZERO
- 1994년 4월 ~ 1995년 2월 발매
- 총 8화
- 월드 그랑프리 제 12, 13회 (2017, 2018년) 배경

#### 사이버 포뮬러 EARLY DAYS RENEWAL
- 新世紀GPXサイバーフォーミュラ EARLY DAYS RENEWAL (약칭 사이버 포뮬러 ER, 국내에는 소개되지 않음)
- 1996년 4월 ~ 6월 발매
- 총 2화
- 2015년 총정리편

#### 사이버 포뮬러 SAGA
- 新世紀GPXサイバーフォーミュラ SAGA
- 1996년 8월 ~ 1997년 7월 발매
- 총 8화
- 월드 그랑프리 제 14, 15회 (2019, 2020년) 배경

#### 사이버 포뮬러 SIN
- 新世紀GPXサイバーフォーミュラ SIN
- 1998년 12월 ~ 2000년 3월 발매
- 총 5화
- 월드 그랑프리 제 16, 17회 (2021, 2022년) 배경

#### 그 외의 설정
비공식이지만 플레이 스테이션 2용 게임《신세기 사이버 포뮬러 ROAD TO THE INFINITY 2》에서는 제 17, 18회 대회를,《신세기 사이버 포뮬러 ROAD TO THE INFINITY 3》에서는 제 19회 대회를 각각 플레이할 수 있다. 게임 제작에 원작 애니메이션 제작 스태프도 협력하고 있지만 원작사인 선 라이즈는 ‘어디까지나 비공식적 속편’이라는 입장을 견지하고 있다.

### 대한민국 방영
- TV판 : 1993년 장 프로덕션을 통해 '싸이버 포뮤라', '슈퍼 싸이버 포뮤라', '화이널 싸이버 포뮤라'라는 명칭으로 총 37개 에피소드가 18개 비디오에 나뉘어 출시된 것이 처음이며, 1995년과 1998년에 KBS-2TV를 통해 '영광의 레이서'라는 명칭으로 방영되었다. 1995년 방영 당시 6월 29일에 삼풍 백화점 붕괴 사고로 인하여 방송이 중단되었으며, 이날 결방된 것이 차후 방영되지 않고 그대로 넘어가는 바람에 시청자들로부터 아쉬움을 샀다. 그러나 1998년 재방송 때에는 모든 에피소드가 방영되었다. 한편, 투니버스에서도 방송된 적이 있으나 이것은 비디오판을 그대로 방영한 것에 불과하다.
  - 비디오판의 경우는 SUGO, AOI 등의 명칭을 삭제하지 않은 채, 'SUGO ASURADA'를 '슈고 아수라호'로, 'AOI 포뮬러팀'을 '푸른 포뮤라팀'으로 바꿨다. 그러나 정작 전광판에 표기되는 것들은 아예 삭제하거나 다른 장면으로 대체하는 바람에 스토리 진행이 끊기는 문제가 있었다. 그러다가 간혹 "HAYATO", "FUJIOKA"라는 글자가 노출되고, 또한 등장인물의 이름을 '마키', '하야토' 등의 일본판 명칭으로 잘못 부른 것을 그대로 더빙시키는 등, 비디오판의 편집은 전반적으로 일관성이 없는 편이다.
  - KBS판의 경우는 SUGO를 UNICORN으로, AOI를 PEGASUS로 바꿨고, 전반적으로 편집이 일관성 있고 꼼꼼하게 이뤄졌다. 그러나 1995년 당시의 편집 기법으로는 움직이는 장면에서는 글자까지 정확하게 수정할 수 없었기 때문에, 도리어 비디오보다 더 많은 장면들이 삭제되거나 어색하게 변형되고 말았다.
  - 비디오판과 KBS판의 경우는 등장인물의 명칭, 성우진, 차의 이름 등이 전부 다르다.
- OVA판 : 더블원, 제로, 사가가 1998년 SBS를 통해 첫 방송되었으며 DVD안에도 수록되어 있고, 최종 시리즈인 신의 경우는 투니버스를 통해 19세 이상 시청가 등급으로 방영되었다. 이후 2007년에 애니박스가 자체 편집을 하여 다시 한 번 방영하였다.
  - SBS판에서는 SUGO ASURADA를 SAINT ASURADA(세인트 아스라다)로 바꾼 것 외에는 전부 그대로 방영하였는데, AOI의 경우는 에이오원, 즉 AO까지는 알파벳으로, 마지막의 I를 숫자 1로 바꿔서 읽는 방식으로 방송하였다. 극중에 나오는 것이 알파벳 I인지, 숫자 1인지 분별하기가 곤란했기 때문에 특별한 문제는 없었다.
  - OVA판은 내용상 TV판과 직결되나, SBS에서 등장인물과 성우진을 독자적으로 결정했다. 결과적으로, 국내판은 비디오판과 KBS판, 그리고 SBS판 이렇게 3가지로 나뉘게 되었다. 그리고 2002년에 신세기 사이버 포뮬러 OVA DVD가 출시되었는데 전부 18세 이상 시청가이다.

## 게임

### 신세기 GPX 사이버 포뮬러 SIN -CYBER GRANDPRIX-
Project YNP(http://www.project-ynp.com/)에서 개발한 동인 게임이다. 코믹마켓에서 공개된 작품들이고, 개발 초기(두 번째 작품 개발 이전)에는 라이선스 문제가 있었으나 그 뒤 SUNRISE와 협의하여 "사이버 포뮬러" 명칭과 머신의 이름을 사용할 수 있게 되었다.
- 新世紀GPXサイバーフォーミュラＳＩＮ ＣＹＢＥＲ ＧＲＡＮＤＰＲＩＸ (2003년 겨울 발매)
- 新世紀GPXサイバーフォーミュラＳＩＮ ＣＹＢＥＲ ＧＲＡＮＤＰＲＩＸ 2 (2004년 여름 발매)
- 新世紀GPXサイバーフォーミュラＳＩＮ ＣＹＢＥＲ ＧＲＡＮＤＰＲＩＸ 2 ＢＯＯＳＴ ＰＡＣＫ (2004년 겨울 발매)

### 신세기 GPX 사이버 포뮬러 SIN DREI
Project YNP(http://www.project-ynp.com/)에서 개발한 동인 게임이다. 전작인 -CYBER GRANDPRIX-의 후속작으로 나왔지만 사용 프로그램 엔진의 변경으로 전과는 많이 다른 게임이다. 역시 전작과 마찬가지로 코믹마켓에서 작품을 공개하였다.
- 新世紀GPXサイバーフォーミュラＳＩＮ D R E I (2012년 8월 11일 발매)
- 新世紀GPXサイバーフォーミュラＳＩＮ D R E I Plus (2012년 12월 31일 발매)

## 월드 그랑프리
Formula One을 F1으로 부르듯이 본 작품의 주제가 되는 이 대회를 작품 내에서는 Cyber Formula를 약칭하여 CF로 부른다.

### 역대 우승자
| 회 | 개최 연도 | 우승자          | 우승 팀           | 우승 머신                                        |
| -- | --------- | --------------- | ----------------- | ------------------------------------------------ |
| 1  | 2006      | 빌헬름 하이덱커 | STAG C.F.R        | 블루 윈즈 V6                                     |
| 2  | 2007      | 모리스 잼       | A・G・S           | 콘돌 B7                                          |
| 3  | 2008      | 피뇨 드 봇슈    | 코이누르 레이싱   | 블레이드 애로우 SAB                              |
| 4  | 2009      | 존 크리브       | S・G・M           | 브뤽켄 03                                        |
| 5  | 2010      | 존 크리브       | S・G・M           | 브뤽켄 04-B                                      |
| 6  | 2011      | 로버트 마샬     | 스타 스턴피드     | 스턴피드 35R                                     |
| 7  | 2012      | 피타리아 로페   | A・G・S           | 콘돌 B12                                         |
| 8  | 2013      | 프랑시스 벨니니 | STAG C.F.R        | 토네이도 ST-002                                  |
| 9  | 2014      | 피타리아 로페   | A・G・S           | 엘콘돌 B-14                                      |
| 10 | 2015      | 카자미 하야토   | 스고 아스라다     | 아스라다 GSX 수퍼 아스라다 01                    |
| 11 | 2016      | 카자미 하야토   | 스고 아스라다     | 수퍼 아스라다 SA-01/C 수퍼 아스라다 AKF-11       |
| 12 | 2017      | 신죠 나오키     | 아오이 포뮬러     | 엑스페리온 Z/A-8                                 |
| 13 | 2018      | 앙리 크레이토   | 스고 그랑프리     | 가랜드 SF-01                                     |
| 14 | 2019      | 젝키 구데리안   | 스톰젠더          | 슈틸 HG-164 슈틸 HG-165                          |
| 15 | 2020      | 카자미 하야토   | 스고 그랑프리     | 가랜드 SF-03 {\displaystyle \nu }-아스라다 AKF-0 |
| 16 | 2021      | 카자미 하야토   | 스고 그랑프리     | {\displaystyle \nu }-아스라다 AKF-0              |
| 17 | 2022      | 카가 죠타로     | 아오이 ZIP 포뮬러 | 엑스페리온 Z/A-10 오가 AN-21A                    |

### 경기 규칙의 변화
사이버 포뮬러의 세계는 2015년 (TV판)에서 2016년 (OVA 작품의 시작점)으로 오면서 경기 규칙이 크게 변화하게 된다.
2015년 이전까지는 전용 트랙 코스를 정해진 횟수만큼 완주하는 방식, 트랙과 오프로드 구간의 혼합 코스를 정해진 횟수만큼 완주하는 방식, 랠리와 같이 정해진 오프라인 구간과 포장 구간을 달리는 방식 등 매우 많은 방식으로 경기를 진행하였으나, 2016년 이후에는 F1과 같이 정해진 트랙 코스를 정해진 횟수만큼 완주하는 방식으로만 진행된다.
즉 2015년 이전까지는 현재의 GT와 랠리가 혼합된 방식이 경기 운영 방식이었다고 한다면, 2016년부터는 F1식의 경기 운영 방식으로 변화했으며 이에 따라서 경기규칙도 크게 변화하게 된다. 이런 변화는 차량의 디자인에도 큰 영향을 미치게 되는데, 2015년까지는 GT와 랠리카와 같은 컨셉의 양산카나 슈퍼카와 같은 디자인이 주축이었다고 한다면 2016년에는 이런 운영 방식의 큰 변화로 전 차량이 F1 컨셉의 디자인으로 변경된다.
2015년 이전까지는 다양한 경기 방식이 존재했으므로, 거기에 맞추어서 다양한 규칙이 존재한다.
트랙 전용 코스나, 트랙과 오프로드 혼합식의 경우 고정된 피트존에서만 보급, 정비가 가능하지만 랠리와 같이 정해진 거리 코스를 따라 달리는 경우 일정 구간에 보급 및 정비가 가능한 이동형 피트존을 설치 운영하였으며, 특별 규칙으로 일정 범위 이내를 달린다면 등록된 차량에 한해서 교체도 허용되었다. 이런 규칙에 힘입어 2015년 최종 일본 그랑프리 경기 당일까지 슈퍼 아스라다 01의 수리가 끝나지 않아서 경기에 바로 투입할 수 없는 상황에서 구형 아스라다 GSX로 초반을 달린 후, 경기가 진행되는 동안 수리된 슈퍼 아스라다 01으로 차량을 교체하여 우승에 이를 수 있었던 것이다.
하지만 이후 F1과 같은 전용 트랙만을 일정 횟수 완주하는 방식으로만 변경됨에 그 이외에 다른 경우 적용되던 경기 규칙은 모두 사라지게 된다.
또 하나의 큰 변화는 월드 그랑프리(월드 챔피언십)의 참가 방식에 대한 변화이다.
2015년까지는 지역 예선에서의 성적으로 드라이버가 월드 챔피언쉽 라이센스를 획득해야만 해당 드라이버가 소속된 팀에게 참가 자격이 주어지는 방식이었지만, 2016년에는 현재 F1과 같이 포뮬러팀에 참가 자격을 부여하는 것으로 현재의 F1과 거의 같은 시스템으로의 변화하였다. 이런 참여 방식의 변화로 인해서 지역별 예선이 사라졌으며, 2016년 나이트 슈마허가 시즌 도중 아오이 팀으로 참여가 가능했던 것이나, 2017년 란돌이 사고로 은퇴했다가 유니온 팀을 인수하여 시즌 중반에 다시 복귀하였던 것에서 이런 변화를 알 수 있다. 2022년 브리드 카가의 경우 이런 변화가 없었더라면 월드 챔피언십에 사실상 참가가 불가능했을 것이며, 하야토와의 최종 대결도 훨씬 그 이후로 미루어졌을 가능성이 높다.

## 주제가

### TV 시리즈
〈I'll Come〉 (오프닝 테마)
작사 : 아소 게이코(麻生圭子), 작곡 : 나카사키 히데야(中崎英也), 편곡 : 야시로 쓰네이코(矢代恒彦)・G・GRIP, 가수 : G・GRIP
〈Winners〉(엔딩 테마)
작사 : 아소 게이코, 작곡 : 나카사키 히데야, 편곡 : 야시로 쓰네이코・G・GRIP, 가수 : G・GRIP

### OVA 시리즈

#### 사이버 포뮬러 더블 원
〈DREAMER ON THE ROAD〉 (오프닝 테마)
작사 : 안도 요시히코(安藤芳彦), 작곡 : 마사키 오사무(真崎修), 편곡 : 야마구치 에이지(山口英字), 가수 : 다이나마이트 시게
〈Winners（영문판)〉 (엔딩 테마)
작사 : 아소 게이코, 작곡 : 나카사키 히데야, 편곡 : 야시로 쓰네이코, 가수 : 다이나마이트 시게
〈BORN TO BE CHAMP〉 (최종회 엔딩 테마)
작사 : 사카타 가즈코(坂田和子), 작곡 : 시게무라 야스히코(茂村泰彦), 편곡 : 야마구치 에이지, 가수 : 다이나마이트 시게

#### 사이버 포뮬러 ZERO
〈WIND IS HIGH〉 (오프닝 테마)
작사 : 리노즈카 레이(里乃塚玲央), 작곡 : 이시카와 히로시(石川洋), 편곡 : 다이나마이트 시게, 가수 : 기노시타 유미(木下ゆみ)
〈Get Up!〉 (엔딩 테마)
작사 : 하라모토 마유미(原真弓), 작곡 : 拓殖由秀, 편곡 : 다이나마이트 시게, 가수 : 기노시타 유미
〈BRAND NEW DREAM〉 (최종회 엔딩 테마)
작사 : 사카타 가즈코, 작곡 : 나카사키 히데야, 편곡 : 사쿠야마 코지(作山功二), 가수 : 키노시타 유미

#### 사이버 포뮬러 SAGA
〈Identity Crisis〉 (오프닝 테마)
작사 : 마쓰모토 하루나(松本花奈), 작곡・편곡 : 다이몬 가즈야(大門一也), 가수 : CaYOCO
〈WILD at HEART〉 (엔딩 테마)
작사 : 마쓰모토 하루나, 작곡 : 마쓰바라 미키(松原みき), 편곡 : 소에다 게이지(添田啓二), 가수 : CaYOCO
〈Adagio〉 (최종회 엔딩 테마)
작사 : 마쓰모토 하루나, 작곡・편곡 : 사하시 고시히코(佐橋俊彦), 가수 : CaYOCO

#### 사이버 포뮬러 SIN
〈Pray〉 (오프닝 테마, 최종회 엔딩 테마)
작사 : 마키호 에미(牧穂エミ), 작곡・편곡 : LAZY, 가수 : LAZY(가게야마 히로노부)
〈POWER of LOVE〉 (엔딩 테마)
작사 : 시나 가렌(椎名可憐), 작곡 : M Rie, 편곡 : 스도 겐이치(須藤賢一), 가수 : 가게야마 히로노부
〈Soul of Rebirth ～時代の鼓動になれ(시대의 고동이 되어라)～〉 (최종회 오프닝 테마)
작사 : 네즈 요코(根津洋子), 작곡 : 지사와 진(千沢仁), 편곡 : 스도 겐이치(須藤賢一), 가수 : 가게야마 히로노부

## 각 화별 제목

### TV 시리즈
| 방영 화수 | 제목 (일본어, 풀이)          | 제목 (일본어, 풀이)               |
| --------- | ---------------------------- | --------------------------------- |
| 제 1화    | 運命を決めた日               | 운명을 정한 날                    |
| 제 2화    | 最年少レーサー誕生           | 최연소 레이서 탄생                |
| 제 3화    | 燃えろ!ハヤト                | 타올라라! 하야토                  |
| 제 4화    | 富士岡グランプリ決勝         | 후지오카 그랑프리 결승            |
| 제 5화    | 目指せ!全日本グランプリ      | 노려라! 전 일본 그랑프리          |
| 제 6화    | 北海道の自然児               | 홋카이도 자연의 아이              |
| 제 7화    | 世界へのライセンス           | 세계로의 라이센스                 |
| 제 8화    | 雨のニセコ決戦               | 빗속의 니세코 결전                |
| 제 9화    | 嵐の旅立ち                   | 폭풍 속의 여행                    |
| 제 10화   | ワールドグランプリ開催       | 월드 그랑프리 개최                |
| 제 11화   | アメリカ第1戦決勝            | 미국 제 1차전 결승                |
| 제 12화   | 栄光のレーサー               | 영광의 레이서                     |
| 제 13화   | サバイバルレース             | 서바이벌 레이스                   |
| 제 14화   | 青春スクラップ               | 청춘 스크랩                       |
| 제 15화   | 少女との約束                 | 소녀와의 약속                     |
| 제 16화   | ペルー第2戦決勝              | 페루 제 2차전 결승                |
| 제 17화   | 友情のコンサート             | 우정의 콘서트                     |
| 제 18화   | 超高速の罠                   | 초고속의 함정                     |
| 제 19화   | ブラジル第3戦決勝            | 브라질 제 3차전 결승              |
| 제 20화   | ペンダントの思い出           | 펜던트의 추억                     |
| 제 21화   | シューマッハの正体           | 슈마하의 정체                     |
| 제 22화   | アスラーダの秘密             | 아스라다의 비밀                   |
| 제 23화   | カナダ第4戦決勝              | 캐나다 제 4차전 결승              |
| 제 24화   | 誕生!父の残したニューマシン  | 탄생! 아버지가 남긴 뉴 머신       |
| 제 25화   | 激走!スーパーアスラーダ      | 달려라! 슈퍼 아스라다             |
| 제 26화   | 27秒にかけろ!第5戦決勝       | 27초에 걸어라! 제 5차전 결승      |
| 제 27화   | 対決!14歳の白い貴公子        | 대결! 14세, 순백의 귀공자         |
| 제 28화   | 氷上の死闘!第6戦決勝         | 얼음 위의 사투! 제 6차전 결승     |
| 제 29화   | 挑戦!ファイヤーボール        | 도전! 파이어볼                    |
| 제 30화   | ファイヤーボール危機一髪!    | 파이어볼 위기일발!                |
| 제 31화   | 第7戦ブリード加賀見参!       | 제 7차전 브리드 카가 참가!        |
| 제 32화   | 第7戦執念のゴールイン        | 제 7차전 집념의 골인              |
| 제 33화   | 奇跡の第8戦!大波の死闘       | 기적의 제 8차전! 해일 속의 사투   |
| 제 34화   | ハヤト対アスラーダ!第9戦決勝 | 하야토 vs 아스라다! 제 9차전 결승 |
| 제 35화   | 傷だらけのレーサー           | 상처입은 레이서                   |
| 제 36화   | 三強激突!日本グランプリ      | 3강 격돌! 일본 그랑프리           |
| 제 37화   | 栄光のウイナーズ             | 영광의 Winners                    |

### 사이버 포뮬러 EARLY DAYS RENEWAL
| 방영 화수 | 제목       |
| --------- | ---------- |
| ROUND 1.  | CHALLENGER |
| ROUND 2.  | WINNERS    |

### 사이버 포뮬러 더블원
| 방영 화수 | 제목(일본어, 풀이)        | 제목(일본어, 풀이)    |
| --------- | ------------------------- | --------------------- |
| ROUND 1.  | 栄光のカーナンバー        | 영광의 카 넘버        |
| ROUND 2.  | 復活!超音速の騎士         | 부활! 초음 속의 기사  |
| ROUND 3.  | 新アスラーダ誕生          | 신 아스라다 탄생      |
| ROUND 4.  | 全開!イナーシャルドリフト | 전개! 이니셜 드리프트 |
| ROUND 5.  | 決戦の朝                  | 결전의 아침           |
| ROUND 6.  | この瞬間よ永遠に…         | 이 순간이여 영원히... |

### 사이버 포뮬러 ZERO
| 방영 화수 | 제목(일본어, 풀이) | 제목(일본어, 풀이)     |
| --------- | ------------------ | ---------------------- |
| ROUND 1.  | 悪夢の限界領域     | 악몽의 한계 영역       |
| ROUND 2.  | 陽だまりの中で…    | 양지 안에서            |
| ROUND 3.  | 再びサーキットへ   | 다시 서킷에            |
| ROUND 4.  | 天馬の翔くとき     | 페가수스가 날아오를 때 |
| ROUND 5.  | 閉ざされた明日     | 닫혀버린 내일          |
| ROUND 6.  | ただ勝利のために…  | 오직 승리를 위해서     |
| ROUND 7.  | 死闘への序曲       | 사투로의 서곡          |
| ROUND 8.  | それぞれの未来へ   | 서로의 미래로          |

### 사이버 포뮬러 SAGA
| 방영 화수 | 제목          |
| --------- | ------------- |
| ROUND 1.  | NO TITLE      |
| ROUND 2.  | FIRED!        |
| ROUND 3.  | CRITICAL DAYS |
| ROUND 4.  | EVENING CALM  |
| ROUND 5.  | BURNING!      |
| ROUND 6.  | LIFTING TURN  |
| ROUND 7.  | LOSE HIS WAY  |
| ROUND 8.  | NEVER         |

### 사이버 포뮬러 SIN
| 방영 화수 | 제목(일본어, 풀이) | 제목(일본어, 풀이)       |
| --------- | ------------------ | ------------------------ |
| ROUND 1.  | 不敗神話           | 불패 신화                |
| ROUND 2.  | 復活の刻           | 부활의 때                |
| ROUND 3.  | 凰呀の叫び         | 오우거의 외침            |
| ROUND 4.  | 勝者の条件         | 승자의 조건              |
| ROUND 5.  | 全ては時の中に…    | 모든 것은 시간 속으로... |

## 관련 작품

### 카세트 드라마
- 신세기 GPX 사이버 포뮬러(1993년 ~ 1995년)

1. 사이버 데이트 대작전!
2. 사랑과 슬픔의 생일!
3. 커플 레이스다! 대혼전!
4. 당신과의 사이버 포뮬러 나이트
5. 마법의 두근두근 소녀, 미라클 아스카 짱

### 드라마CD
- 신세기 GPX 사이버 포뮬러 PICTURE LAND(1994년 ~ 1995년)

1. 바람을 타고…
2. 설원의 대결!
3. First Love - Never Love
4. SOME DAY
5. 온천 마을에서의 대결!
6. ZERO의 환영

- 신세기 GPX 사이버 포뮬러 SAGA OTHER ROUNDS COLLECTION(1997년)

1. 내일로의 포커스
2. 마스코트 걸즈 패닉
3. 트랩 오브 케르베로스
4. I WILL BE BACK
5. SAKURA

- 신세기 GPX 사이버 포뮬러 SAGA II(1999년)

1. 진실의 일순간
2. 웨딩 랩소디
3. 강철의 Meistersinger
4. 레이디!!
5. 재규어의 엠블럼

### 소설
- 신세기 GPX 사이버 포뮬러 블랙 아스라다 (1992년 8월 21일 발행) ISBN 4803342385
- 신세기 GPX 사이버 포뮬러 검은 표범의 엠블럼
- 신세기 GPX 사이버 포뮬러 SAGA (1998년 4월 1일 발행) ISBN 4094405917

### 게임
- 신세기 GPX 사이버 포뮬러(게임 보이, 바리에, 1992년 2월 28일 발매)
- 신세기 GPX 사이버 포뮬러(슈퍼 패미컴, 타카라, 1992년 3월 19일 발매)
- 신세기 GPX 사이버 포뮬러 새로운 도전자(플레이스테이션, 밥(Vap), 1999년 3월 18일 발매)
- 신세기 GPX 사이버 포뮬러 SIN CYBER GRANDPRIX(윈도우 98 이후, PROJECT YNP, 2003년 12월 30일 발매)

- 선라이즈 미공인 초판 〈Cyber Grandprix Championship β판(ver 0.24)〉의 배포는 2001년 8월 10일

- 신세기 GPX 사이버 포뮬러 Road To The INFINITY(플레이스테이션 2, 선라이즈 인터랙티브, 2003년 12월 18일 발매)
- 신세기 GPX 사이버 포뮬러 Road To The EVOLUTION(게임큐브, 선라이즈 인터랙티브, 2004년 7월 29일 발매)
- 신세기 GPX 사이버 포뮬러 SIN CYBER GRANDPRIX 2(윈도우 98 이후, PROJECT YNP, 2004년 여름 발매)
  - 3개의 추가 코스나 사운드 모드 등을 추가한 SIN CGP2의 확장팩인 〈신세기 GPX 사이버 포뮬러 SIN CYBER GRANDPRIX 2 BOOST PACK〉은 2004년 겨울에 발매되었다.
- 신세기 GPX 사이버 포뮬러 Road To The INFINITY 2(플레이스테이션 2, 선라이즈 인터랙티브, 2005년 8월 4일 발매)
- 신세기 GPX 사이버 포뮬러 Road To The INFINITY 3(플레이스테이션 2, 선라이즈 인터랙티브, 2006년 10월 26일 발매)
- 신세기 GPX 사이버 포뮬러 Road To The INFINITY 4(플레이스테이션 2, 선라이즈 인터랙티브, 2007년 10월 4일 발매)
- 신세기 GPX 사이버 포뮬러 VS(플레이스테이션 포터블, 선라이즈 인터랙티브 2008년 7월 10일 발매)
- 신세기 GPX 사이버 포뮬러 SIN DREI (윈도우 XP 이후, PROJECT YNP, 2012년 8월11일 발매)
- 신세기 GPX 사이버 포뮬러 SIN DREI+ (윈도우 XP 이후, PROJECT YNP, 2012년 12월31일 발매
- 신세기 GPX 사이버 포뮬러 SIN VIER (윈도우 XP 이후/ 플레이스테이션 4 , PROJECT YNP, 2018년 12월12일 스팀 발매)

## 같이 보기
- 마하 고 고 고